# Ріхард Адьєй
Ріхард Адьєй (нім. Richard Adjei, 30 січня 1983 — 26 жовтня 2020) — німецький бобслеїст, призер Олімпійських ігор, колишній гравець в американський футбол.
Ріхард Адьєй в бобслеї з 2007 року. Першу перемогу на етапах Кубка світу він здобув в 2010. На Олімпіаді у Ванкувері разом із Томасом Флоршутцем він виборов срібні олімпійські медалі.
Як футболіст виступав за команди Рейнський вогонь, Берлінський грім та Дюссельдорфська партера.